# Émeric Martin
Pour les articles homonymes, voir Martin.
Émeric Martin est un pongiste français né à Lisieux le 26 juin 1973. Paraplégique à la suite d'un accident de la circulation en 1992, il est quadruple médaillé paralympique et capitaine de la délégation Française aux Jeux Paralympique de Pékin en 2008.
Il a remporté la médaille d'or par équipe en tennis de table aux Jeux paralympiques d'été de 2000, la médaille d'argent par équipe aux Jeux paralympiques d'été en 2004, la médaille de bronze par équipe aux Jeux paralympiques d'été de 2008 et la médaille de bronze aux Jeux paralympiques d'été en 2012.

## Palmarès

### Titres en simple (17 O/ 14 A/ 7B)
- vice-champion du monde (classe 4) en 2006
- champion d’Europe (classe 4) en 2003, 2009 (2)
- champion de France (classe 4) en 2001, 2003,2007, 2008, 2009, 2011 (6)
- champion de France (classe 3) en 2015 (1)
- champion de France (Men's open Wheelchair) en 2004, 2008, 2009,2010 (4)
- vice-champion d’Europe (classe 4) en 1995, 2011 (2)
- médaille de bronze des championnats d'Europe classe 4 (2015) 1
- vice-champion de France (classe 4) en 2000, 2002, 2004, 2006, 2010, 2012, 2014, 2016, 2023(9)
- vice-champion de France (classe 4-5) en 2021 (1)
- vice-champion de France (Men's open Wheelchair) en 2002, 2003 (2)
- médaille de bronze des championnats de France (classe 4) en 2005 (1)
- médaille de bronze des championnats de France (Men's open Wheelchair) en 1999, 2000, 2001, 2005, 2006, 2007 (6)
- Vainqueur du Top 8 National à 4 reprises (2012)

### Titres en double (20 O/ 7 A/ 5 B)
- champion de France en double avec Christophe Durand (classe 1-5) en 2008  et avec Sébastien Péchard  (classe 1-5) en 2003, 2004, 2007 (5)
- champion de France en double avec Maxime Thomas en 2012, 2013, 2023 (3)
- champion de France en double avec Florian Merrien en 2015, 2016 (2)
- champion de France en double mixte avec Alexandra André (1997) (1)

- champion de France en double mixte avec Isabelle Lafaye (classe 1-5) en 2001, 2002, 2003, 2004, 2005, 2006, 2007, 2008, 2009 (9)

- vice-champion de France en double avec Maxime Thomas (classe 1-5) en 2011, 2021 avec Christophe Pinna (classe 1-5) en 2006, avec Sébastien Péchard (classe 1-5) en 2002, 2005 et avec Christophe Durand (classe 1-5) en 2001 (5)
- Vice champion de France en double mixte avec Isabelle Lafaye (2012)

- médaille de bronze aux championnats de France en double avec Sébastien Péchard (classe 1-5) en 2009 (1)

- médaille de bronze aux championnats de France en double mixte avec Isabelle Lafaye (classe 1-5) en 2011, 2014, 2015 et avec Céline Joulot (classe 1-5) en 1996 (4)

### Titres par équipe (16 O/ 4 A/ 3 B)
- champion paralympique aux jeux paralympiques d'été 2000 (1)
- vice-champion paralympique aux jeux paralympiques d'été 2004 (1)
- médaille de bronze aux Jeux paralympiques d'été de 2008 (1)
- médaille de bronze aux Jeux paralympiques d'été de 2012 (1)
- champion du monde par équipe (classe 4) en 1998, 2002, 2010 (3)
- médaille de bronze aux championnats du Monde (classe 4) en 2006 (1)
- Champion d’Europe (classe 4) en 1995, 1999, 2003, 2009, 2011, 2013 (6)
- Champion d’Europe (classe 5) en 1997 (1)
- vice-champion d'Europe (classe 4) en 2001, 2005, 2015 (3)
- Champion de France par équipe avec la Bayard Argentan (2009, 2011, 2017, 2019, 2022)